# Лео Шпітцер
Зігфрід Лео Шпітцер, також Шпіцер (нар. 7 лютого 1887 у Відні, Австро-Угорщина — пом. 16 вересня 1960 у Форте-дей-Мармі, Італія) — австрійський філолог-романіст і теоретик літератури з американським громадянством. Його праці, зокрема в галузі інтерпретації тексту та стилістики, були визнані новаторськими.

## Біографія
Лео Шпітцер є сином Вільгельма Шпітцера (1848—1919), лісопромисловця з Моравії, та його матері Аделі Вольф. Його мати рано померла, тому Лео виховувала насамперед партнерка батька, актриса Антоні Яніш, також відома як Тоні. Спочатку Шпітцер навчався в початковій школі, а потім у Віденській гімназії імені Франца Йосифа. Після закінчення середньої школи в 1906 році почав вивчати романську філологію. Будучи учнем Вільгельма Маєра-Любке, Лео Шпітцер отримав докторський ступінь у 1910 році з дисертацією «Словотвір як стилістичний засіб на прикладі Рабле». Спочатку Шпітцер викладав як приват-доцент у Віденському університеті (1913) і працював на австрійську цензуру під час Першої світової війни, де з 1915 року використовував свій доступ до листування італійських військовополонених для широкого аналізу ідіом і стилістичних методів і таким чином заснував так званий дискурсивний аналіз . У 1920 році він переїхав до Бонна, а в 1925 році став повним професором романської лінгвістики, спочатку в Марбурзькому університеті, потім (як наступник Етьєна Лорка) в Кельнському університеті (1930). Там він також брав участь у заснуванні Португальсько-Бразильського інституту (1932), який зараз є одним із важливих центрів німецькомовних лузитанських досліджень.
Після приходу до влади націонал-соціалістів у 1933 році його звільнили з університету через єврейське походження на підставі так званого арійського параграфу, після чого Лео Шпітцер 1933 року емігрував до Стамбула. Його учень Ганс Маршан переїхав слідом за ним через рік. Тут Шпітцер заснував кафедру європейської філології та став керівником факультету іноземних мов в університеті. Шпіцер володів до десяти мов. У 1936 році він переїхав до США. де очолив кафедру романістики в Університеті Джона Гопкінса в Балтіморі. У 1955 році Шпітцер отримав Премія Антоніо Фельтрінеллі. У 1956 році став почесним професором.
З 1946 року він був членом Академії делла Круска у Флоренції, а з 1958 року членом-кореспондентом Гейдельберзької академії наук .
Всупереч своїй позитивістській підготовці, в літературних дослідженнях він дотримувався ідеалістичного підходу Бенедетто Кроче та Карла Фослера. Його метод заснований на уважному читанні, орієнтованому на деталі, в якому літературне та мовноналітичне (лінгвістичне) розуміння тексту переплітаються або поєднуються, утворюючи стилістичну інтерпретацію літератури. На основі порівняння формальних і мовних характеристик письменників різних епох він приходить до єдиного, загальноприйнятного опису індивідуальних авторських стилів. Сам він змальовує свій аналіз тексту, як радше інтуїтивний, ніж емпіричний, і підкреслює творчий аспект мови.
Основною його працею слід вважати два томи «Штудії стилю» (1928).

## Премія Лео Шпітцера
З 2013 року Кельнський університет в рамках концепції фінансування Future Prizes присуджує Премію імені Лео Шпіцера та Премію Лео Шпіцера для молодих учених у галузі гуманітарних та гуманітарних наук. Сума фінансування становить 80 000 євро та 40 000 євро відповідно.

## Вибрані праці
- Die Wortbildung als stilistisches Mittel exemplifiziert an Rabelais. Max Niemeyer, Halle 1910.
- Aufsätze zur romanischen Syntax und Stilistik. Max Niemeyer, Halle 1918.
- Fremdwörterhatz und Fremdvölkerhaß. Eine Streitschrift gegen die Sprachreinigung. Manzsche Hof-, Verlags- und Universitäts-Buchhandlung, Wien 1918.
- Studien zu Henri Barbusse. F. Cohen, Bonn 1920.
- Lexikalisches aus dem Katalanischen und den übrigen iberomanischen Sprachen. Leo S. Olschki, Genf 1921.
- Über die Ausbildung von Gegensinn in der Wortbildung. In: Ernst Gamillscheg und Leo Spitzer: Beiträge zur romanischen Wortbildungslehre. Leo S. Olschki, Genf 1921.
- Italienische Kriegsgefangenenbriefe. Materialien zu einer Charakteristik der volkstümlichen italienischen Korrespondenz. Peter Hanstein, Bonn 1921.
- Italienische Umgangssprache Kurt Schroeder, Bonn 1922.
- Stilstudien. Hueber, München 1928.
- Romanische Stil- und Literaturstudien. Elwert'sche Verlagsbuchhandlung, Marburg 1931.
- Racine et Goethe. In: Revue d'histoire de la philosophie et d'histoire générale de la civilisation 1.1933: S. 58–75.
- La enumeración caótica de la poesía moderna. Instituto de Filología, Buenos Aires 1945.
- Linguistics and Literary History. Princeton University Press, Princeton NJ 1948.
- Essays on English and American Literature. Hrsg. von Anna Granville Hatcher. Princeton University Press, Princeton NJ 1962.
- Classical and Christian Ideas of World Harmony: Prolegomena to an Interpretation of the Word «Stimmung». Hrsg. von Anna Granville Hatcher; mit einem Vorwort von René Wellek. Johns Hopkins University Press, Baltimore 1963.
- Interpretationen zur Geschichte der französischen Lyrik. Hrsg. von Helga Jauß-Meyer u. Peter Schunk. Selbstverlag des Romanischen Seminars der Universität Heidelberg 1961. (Aus Tonbandaufnahmen erstelltes Skriptum einer Gastvorlesung im Sommersemester 1958 an der Universität Heidelberg)
- Der Stil Diderots (1948). In Jochen Schlobach (Hrsg.): Denis Diderot. Wissenschaftliche Buchgesellschaft, Darmstadt 1992, ISBN 3-534-09097-7.